# Wabasso (Minnesota)
Wabasso es una ciudad ubicada en el condado de Redwood en el estado estadounidense de Minnesota. En el Censo de 2010 tenía una población de 696 habitantes y una densidad poblacional de 314,3 personas por km².

## Geografía
Wabasso se encuentra ubicada en las coordenadas 44°24′9″N 95°15′20″O / 44.40250, -95.25556. Según la Oficina del Censo de los Estados Unidos, Wabasso tiene una superficie total de 2.21 km², de la cual 2.21 km² corresponden a tierra firme y (0%) 0 km² es agua.

## Demografía
Según el censo de 2010, había 696 personas residiendo en Wabasso. La densidad de población era de 314,3 hab./km². De los 696 habitantes, Wabasso estaba compuesto por el 97.41% blancos, el 0.72% eran afroamericanos, el 0.29% eran amerindios, el 0.43% eran asiáticos, el 0% eran isleños del Pacífico, el 0.43% eran de otras razas y el 0.72% pertenecían a dos o más razas. Del total de la población el 3.02% eran hispanos o latinos de cualquier raza.